# 이상정 (1710년)
이상정(李象靖, 1710년~1781년)은 조선 중기의 학자 지향형 문신이다. 본관은 한산, 자는 경문(景文), 호는 대산(大山)이며, 퇴계 이황(李滉)의 학맥을 이었다고 평가되고 있다. 고려말의 대학자 이색의 14대손이며, 고조부는 서애 류성룡의 외손자인 회인현감 이홍조, 증조부는 이효제, 조부는 이석관 부친은 이태화이다.
1735년에 과거에 급제한 후에 사간원 정언, 예조 참의, 형조 참의 등을 역임하였으며, 경상도 안동 지역에서 후학 양성에 많은 노력을 기울였다. 제자가 273명에 이르렀으며, 1789년에 경상북도 안동의 고산서원(高山書院)에 배향되었다. 1816년(순조 16년)에 종2품 이조참판, 1882년(고종 19년)에 정2품 이조판서로 증직되었고 순종 연간인 1910년에 문경(文敬)이라는 시호가 내려졌다. 동생인 소산(小山) 이광정도 학자로서 명망이 높았다.

## 가족 관계
- 증조부 : 이효제(李孝濟), 통덕랑
- 증조모 : 문서(聞韶, 의성) 김씨(金氏) - 김희(金煕)의 딸
  - 조부 : 이석관(李碩觀), 통덕랑
  - 조모 : 아주(鵝洲) 신씨(申氏) - 예조좌랑 신규(申圭)의 딸
    - 부 : 이태화(李泰和, 1676년 1월 6일 ~ 1748년 3월 16일)
    - 모 : 재령(載寧) 이씨(李氏, 1677년 ~ 1716년 12월 13일), 이재(李栽)의 딸
      - 첫째형 : 이후정(李後靖, 1700년 ~ 1767년)
      - 둘째형 : 이헌정(李憲靖, 1709년 ~ 1732년)
      - 본인 : 이상정(李象靖, 1710년 ~ 1781년), 문과 급제
      - 아내 : 장수(長水) 황씨(黃氏) - 황혼(黃混)의 딸
        - 아들 : 이완(李埦), 문과 급제
        - 며느리 : 여강(驪江) 이씨(李氏) - 군수 이범중(李範中)의 딸
          - 손자 : 이병운(李秉運, 1766년 ~ 1841년), 진사[1]
          - 손자 : 이병진(李秉進)
          - 손자 : 이병원(李秉遠)
          - 손녀 : 이씨(李氏, 1760년 ~ 1789년) : 손녀사위 류회문(柳晦文, 1758년 ~ 1818년), 진사
          - 손녀 : 이씨(李氏) : 손녀사위 류노문(柳魯文)

      - 동생 : 이광정(李光靖, 1714년 ~ 1789년), 종조숙부 이지화(李志和)에게 양자로 감
      - 누이1 : 사위 권정중(權正中)
      - 누이2 : 사위 조학경(趙學經)
      - 서자 형제1 : 이달정(李達靖)
      - 서자 형제2 : 이식정(李式靖)
      - 서녀 누이1 : 사위 신처인(申處仁)
      - 서녀 누이2 : 사위 김종옥(金宗玉)